# Sverige i Europamästerskapet i volleyboll för damer 2021
Sveriges damlandslag i volleyboll deltog vid Europamästerskapet i volleyboll för damer 2021 med en trupp om 14 spelare. Det var det första europamästerskapet som landslaget hade kvalificerat sig för sedan 1983. Inför mästerskapet var Sverige rankat 34 i Europa.
Laget kom på plats 4 av 6 i sin grupp och kvalificerade sig därigenom för åttondelsfinal. I åttondelsfinalen mötte de Bulgarien i Plovdiv. De vann matchen med 3–2 (12–25, 25–21,25–22,14–25,19–17) och kvalificerade sig därigenom för kvartsfinal mot Nederländerna. Laget förlorade kvartsfinalen med 0–3 (25–27,16–25,19–25) och blev därmed utslagna. Mästerskapet var det första vid vilket landslaget nådde en topp 8-placering.

## Trupp[2]
- Passare
  - Vilma Andersson (Sm'Aesch Pfeffingen)
  - Sofia Andersson (Örebro Volley)
- Liberor
  - Sofie Sjöberg (Örebro Volley)
  - Gabriella Lundvall (Sollentuna VK)
- Centrar
  - Julia Nilsson (TI-Volley)
  - Dalila-Lilly Topic (1. VC Wiesbaden)
  - Linda Andersson (Pölkky Kuusamo)
  - Elsa Arrestad (Örebro Volley)
- Spikers
  - Isabelle Haak, (VakıfBank S.K.)
  - Diana Lundvall (JymyVolley)
  - Anna Haak (ASPTT Mulhouse)
  - Alexandra Lazic (Radomka Radom)
  - Rebecka Lazic (VB Nantes)
  - Hanna Hellvig (Schwarz-Weiss Erfurt)